# Bärenkuskus
Die Bärenkuskus (Ailurops) sind eine Beutelsäugergattung aus der Familie der Kletterbeutler (Phalangeridae). Sie zählen zu den urtümlichsten Vertretern dieser Familie und haben sich auf ihrer Heimat, der Insel Sulawesi und vorgelagerten Inseln, von den anderen Kletterbeutlern abgeschieden entwickelt.

## Verbreitung
Bärenkuskus kommen nur auf der indonesischen Insel Sulawesi (Celebes) und auf den vorgelagerten Talaud-Inseln vor.

## Beschreibung
Bärenkuskus erreichen eine Kopf-Rumpf-Länge von rund 56 bis 61 cm, ihr Schwanz ist ebenso lang. Das graue, braune oder schwarze Fell ist dick und pelzartig. Für das „bären“artige Aussehen sorgen neben dem dicken Fell die nach vorne gerichteten Augen, die kurze Schnauze und die kleinen, runden Ohren.

## Lebensweise
Bärenkuskus sind baumbewohnende Beuteltiere, die in tropischen Regenwäldern bis 400 m Seehöhe vorkommen. Der Greifschwanz und die ersten beiden Finger, die wie zwei Daumen den anderen Fingern gegenübergestellt werden können, dienen dieser Lebensweise. Typisch für sie ist die langsame, elegante Fortbewegung. Der niedrige Nährwert ihrer Hauptnahrung, Blätter, führt dazu, dass die Bärenkuskus (ähnlich wie andere blätterfressende Tiere wie zum Beispiel Faultiere oder Koalas) eine sehr energiesparende Lebensweise entwickelt haben. Der Großteil des Tages wird schlafend oder ruhend verbracht, Nahrungssuche und Fellpflege nehmen den Rest ein. Bärenkuskus haben keinen ausgeprägten Tag-Nacht-Rhythmus, Ruhephasen und Aktivitätsphasen hängen nicht von der Tageszeit ab. Bärenkuskus sind im Gegensatz zu den anderen Kletterbeutlern keine Einzelgänger, sondern leben in Paaren oder in Gruppen von drei bis vier Tieren zusammen.

## Nahrung
Blätter machen den Hauptanteil der Nahrung aus; in geringem Ausmaß essen sie auch unreife Früchte und Knospen.

## Fortpflanzung
Die Weibchen bringen ein- bis zweimal jährlich ein Jungtier zur Welt. Das Jungtier bleibt rund acht Monate im Beutel der Mutter und auch nachher noch längere Zeit bei ihr. Genaueres über die Fortpflanzung ist nicht bekannt.

## Bedrohung
Bärenkuskus sind in Indonesien geschützt. Dennoch ist ihr Fleisch begehrt; auch dürften ihnen Rodungen zu schaffen machen. Genaue Daten über den Gefährdungsgrad existieren nicht.

## Die Arten
Im 2015 erschienen Beuteltierband des Handbook of the Mammals of the World, einem Standardwerk der Mammalogie, werden drei Art gelistet:
- Der Eigentliche Bärenkuskus (Ailurops ursinus) ist auf der Insel Sulawesi beheimatet.
- Der Talaud-Bärenkuskus (Ailurops melanotis) wurde erst 2003 als eigene Art anerkannt. Sie wird kleiner als der Eigentliche Bärenkuskus und lebt auf den Talaud-Inseln.
- Der Große Bärenkuskus (Ailurops furvus) kommt in Bergwäldern im zentralen und südwestlichen Sulawesi vor.

## Belege
1. ↑  Kristofer Helgen & Stephen Jackson: Family Phalangeridae (Cuscuses, Brush-tailed Possums and Scaly-tailed Possum). Seite 485–486 in Don E. Wilson, Russell A. Mittermeier: Handbook of the Mammals of the World – Volume 5. Monotremes and Marsupials. Lynx Editions, 2015, ISBN 978-84-96553-99-6